# 속초공항
속초공항(束草空港, 영어: Sokcho Airport, IATA: none, ICAO: RKND)은 강원특별자치도 양양군 강현면 정암리에 있는 대한민국 육군 항공부대의 비행장으로 과거에는 민간 전용 공항으로도 사용되었으며 이 비행장에는 1,560m 길이의 활주로(05/23) 1본이 있다.

## 개요
강릉공항과 함께 한때 여객 영업을 담당했던 공항으로 여객 노선은 주로 대한항공의 포커 100 기종이었으며 김포국제공항과 매일 7편씩 연결했다가 대략 2000년경에는 3편으로 감편됐다. 
그리고 2002년 4월 3일 양양국제공항이 개항한 뒤에는 강릉공항과 함께 군용 비행장으로만 이용 중이며 종전에 사용했던 IATA 코드인 SHO는 에스와티니의 음스와티 3세 국제공항에 새롭게 배정되었으며 현재는 제102기갑여단과 제13항공단 예하의 여러 부대가 주둔해 있다.

## 과거 운항 노선

### 국내선
| 항공사   | 목적지                 |
| -------- | ---------------------- |
| 대한항공 | 서울(김포)             |
| 세기항공 | 서울(김포), 충주, 안동 |

## 과거 이용객 추이
| 비고                 | 1997년  | 1998년  | 1999년  | 2000년  | 2001년 | 2002년 |
| -------------------- | ------- | ------- | ------- | ------- | ------ | ------ |
| 운항(편수)           | 4,362   | 3,938   | 2,550   | 1,480   | 1,045  | 169    |
| 여객 (명)            | 437,157 | 319,734 | 225,342 | 134,185 | 76,167 | 9,539  |
| 추이 (여객/전년대비) |         | 117,423 | 94,392  | 91,157  | 58,018 | 66,628 |

## 같이 보기
- 강릉공항
- 원주공항
- 양양국제공항